# Refuge du Goûter
Vous lisez un « bon article » labellisé en 2015.
Le refuge du Goûter, aussi appelé refuge de l'Aiguille-du-Goûter, est un refuge de montagne dans le département français de la Haute-Savoie. Il se situe dans le massif du Mont-Blanc, à 3 835 mètres d'altitude, sur l'aiguille du Goûter, ce qui en fait l'un des plus hauts refuges gardés d'Europe de l'Ouest. Il est accessible en cinq heures de marche environ depuis le Nid d'Aigle à Saint-Gervais-les-Bains et permet aux alpinistes d'accéder au sommet du mont Blanc par la voie normale en cinq heures supplémentaires.
La présence d'un abri sur l'aiguille du Goûter remonte à 1854 mais le premier refuge à proprement parler est construit quatre à cinq ans plus tard. Il est reconstruit en 1936 puis agrandi en 1960. Parallèlement, un autre bâtiment est édifié à côté en 1906, puis reconstruit en 1990 en tant qu'annexe. Finalement, un nouveau refuge de 120 places est conçu à partir de 2010 et entre en service trois ans plus tard. Il bénéficie de nombreuses innovations en matières architecturale et environnementale. Il est de forme ovoïde, se distingue par son revêtement en acier inoxydable et dispose de quatre niveaux. Une réservation est obligatoire pour y séjourner la nuit.

## Localisation

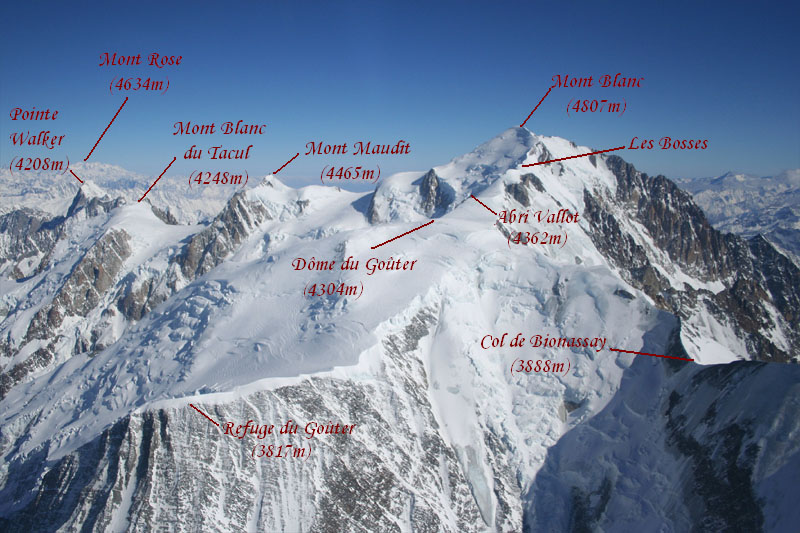
Vue aérienne du mont Blanc et des sommets voisins avec la localisation de l'ancien refuge (3817 m).

Le refuge du Goûter est situé dans le Sud-Est de la France, dans la région Auvergne-Rhône-Alpes et le département de la Haute-Savoie. Il se trouve sur le territoire de la commune de Saint-Gervais-les-Bains et domine le glacier de Bionnassay, sur le versant oriental du val Montjoie, dans le massif du Mont-Blanc. Il s'élève à 3 835 mètres d'altitude sur l'arête neigeuse de l'aiguille du Goûter (3 863 m) qui sépare le val Montjoie du bassin principal de la vallée de l'Arve, où se trouvent les communes des Houches et de Chamonix-Mont-Blanc. Annecy est à 60 kilomètres à l'ouest et Lyon à près de 180 kilomètres. La frontière avec l'Italie passe à 1,7 kilomètre au sud environ, à proximité du dôme du Goûter (4 304 m), tandis que le sommet du mont Blanc (4 806 m) est à moins de 4 kilomètres au sud-est.
Les fondations du refuge reposent sur un socle de gneiss, présent entre trois et quatre mètres de profondeur. Autour du refuge, les vents peuvent souffler à 300 kilomètres par heure,, et la température dépasse rarement 0 °C.

## Histoire
Dès 1784, de retour d'une ascension au-delà du col du Dôme, entre le dôme du Goûter et la Grande Bosse, les chasseurs Jean-Marie Coutet et François Guidet indiquent « qu'on pourrait faire une guérite sur l'aiguille du Goûter qui est en ardoises plates ». Mais il faut attendre 1854 pour que le docteur Charles Loiseau fasse construire à son intention un abri en pierre sur l'aiguille, surnommé la « cabane à l'Oiseau », dans lequel il passe la nuit du 30 juillet. Il remonte le lendemain jusqu'au col du Dôme puis rejoint en traversée la voie de Chamonix par l'« ancien passage », avant d'atteindre les rochers Rouges, soixante mètres sous le sommet du mont Blanc qu'il ne peut cependant gravir, arrêté par le mauvais temps.

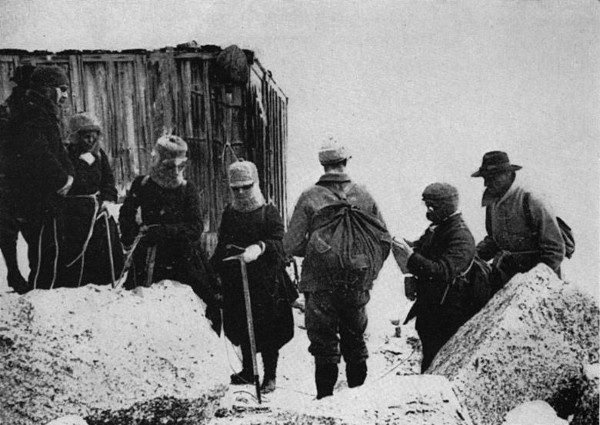
Vue du premier refuge du Goûter construit en 1858-1859 et restauré en 1882 (photo prise vers 1900).

En 1858-1859 est édifié le premier refuge de l'aiguille du Goûter. Le transport des matériaux pour la construction de cette cabane située à 3 817 mètres d'altitude nécessite environ quatre-vingt ascensions de porteurs. Bien qu'équipé d'un poêle à bois, ce refuge exigu, d'une capacité de quatre ou cinq personnes, s'avère peu confortable, les planches des murs insuffisamment jointes laissant entrer le froid et la neige. Une épaisse couche de glace recouvre généralement le plancher et des stalactites pendent au plafond. La cabane est restaurée en 1882 et perdure jusqu'en 1936,.
La première ascension du mont Blanc par l'aiguille du Goûter et l'arête des Bosses, itinéraire devenu par la suite la voie normale, est réussie le 18 juillet 1861 par Leslie Stephen et Francis Fox Tuckett avec les guides Melchior Anderegg, Johann Joseph Bennen et Peter Perren.

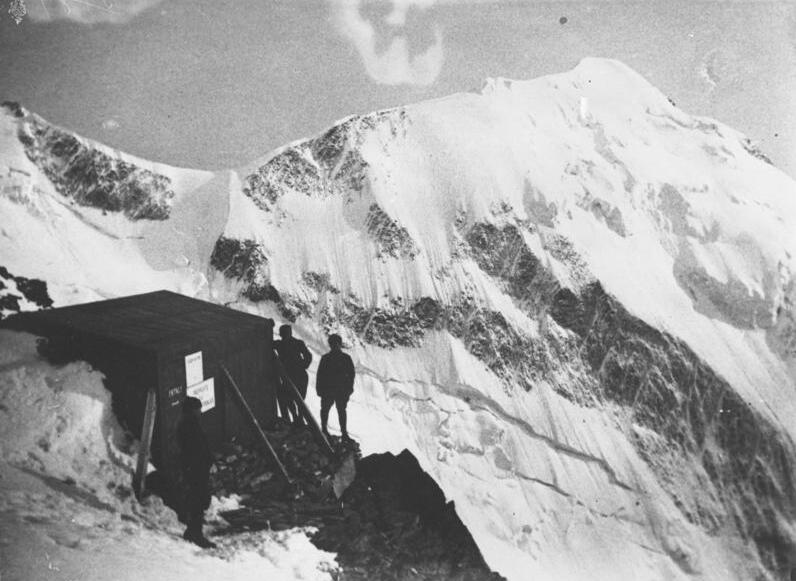
Vue du refuge de sept places de 1906 avec, en arrière-plan, l'aiguille de Bionnassay (photo prise en décembre 1925).

La fréquentation croissante de la cabane conduit à la construction, à proximité immédiate et sur les plans de l'architecte Jaillet, d'un nouveau refuge. Amoudruz de Chamonix en achève la réalisation en septembre 1906. Ce nouvel édifice reste de taille très réduite, avec 4,20 mètres sur 3,20 mètres au sol et une hauteur de 1,80 mètre, et ne peut accueillir que sept personnes mais, mieux construit, il est nettement plus confortable,.
En 1936, à l'emplacement de la cabane de 1858, Georges Orset fait construire un refuge privé d'une capacité de trente places. En 1942, le Club alpin français (CAF) en fait l'acquisition et le réaménage. Cependant, la fréquentation du refuge augmentant, il s'avère rapidement trop petit.

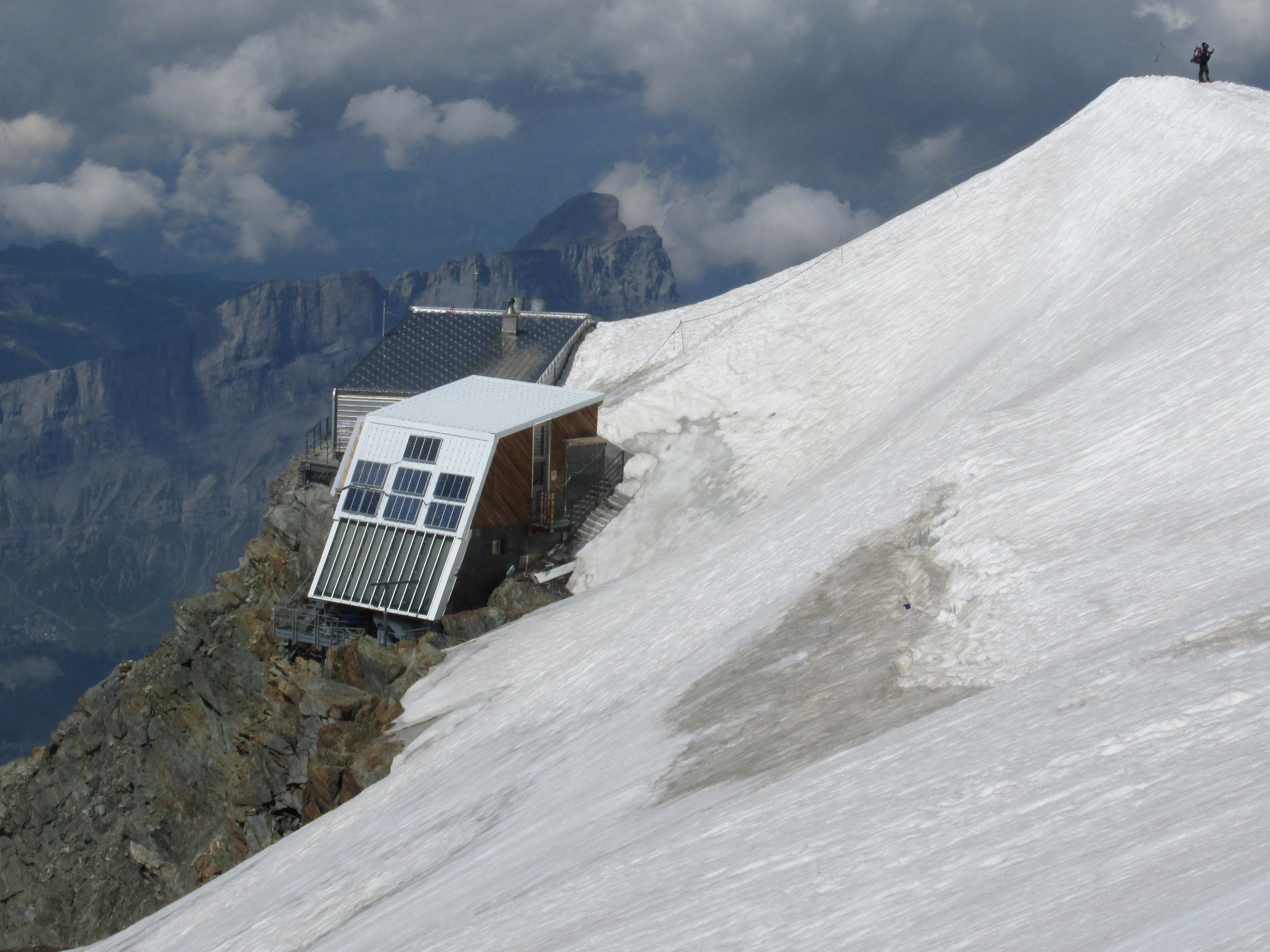
Vue du refuge de 1960, à l'arrière avec le toit gris, et de l'annexe de 1990, à l'avant.

Dans le cadre d'un plan quinquennal lancé en 1957 pour la reconstruction des refuges français du massif du Mont-Blanc, il est décidé l'agrandissement du refuge de 1936 pour porter sa capacité à soixante-seize places. Ces travaux sont financés par les communes, le département de la Haute-Savoie, l'État et le CAF. Le refuge est conçu par l'architecte Lederlin et préfabriqué en usine ; le chantier dure trois saisons, entre début juillet et mi-septembre, et fait massivement appel à l'hélicoptère pour l'acheminement des matériaux de construction,. Terminé en 1960, le refuge est inauguré en septembre 1962 par Maurice Herzog, haut-commissaire à la Jeunesse et aux Sports,.
En 1989, le refuge de 1906 est démonté. À sa place, en 1990, une annexe de quarante places est bâtie pour augmenter la capacité d'accueil. Toutefois, en raison de la surfréquentation du refuge et de l'attractivité du mont Blanc, les normes de sécurité et d'hygiène sont de nouveau dépassées.
Ainsi, dès 2004, la Fédération des Clubs alpins français (ex-CAF) lance une réflexion sur un nouveau type de structure. Deux ans plus tard, les architectes Christophe de Laage, Paul Parizet et Michelle Avanzini ébauchent une première série de plans ; la mise en œuvre reste toutefois à l'arrêt pour des raisons budgétaires et techniques. De nouveaux concepteurs menés par les Suisses Thomas Büchi, pour la charpente, et Hervé Dessimoz, pour l'architecture et l'ingénierie, arrivent en renfort sur le projet pour trouver des solutions répondant aux contraintes du site. La construction du nouveau refuge du Goûter commence le 5 juillet 2010, de nouveau avec l'appui d'un hélicoptère. Mi-octobre de la même année, les fondations et la plateforme sont terminées. De juin à novembre 2011, les murs et les planchers sont montés niveau par niveau ; la charpente, la couverture en acier inoxydable et les panneaux solaires sont posés ; les équipements sanitaires et électriques sont installés. L'été 2012 est consacré à l'aménagement intérieur, en particulier à l'agencement des menuiseries. Pendant la durée des travaux, les équipes dorment au refuge de 1960, situé à 300 mètres au nord-ouest. L'ouverture a lieu le 28 juin 2013, avec une capacité de 120 places volontairement réduite, au lieu des 140 initialement prévues, afin de maîtriser la fréquentation de la voie normale du mont Blanc et pour des raisons financières. Il est inauguré le 6 septembre 2014 par la ministre de l'Écologie, du Développement durable et de l'Énergie, Ségolène Royal. L'annexe est finalement conservée, avec une capacité ramenée à vingt places ; elle est reconvertie en refuge d'hiver et en abri de secours en cas d'incendie,,. Le démontage du refuge de 1960 est prévu,. Il est cependant remis en cause par l'État, à l'occasion du lancement des travaux de démolition de la soufflerie militaire du Mont-Lachat, le 20 juin 2015,.

## Caractéristiques et informations

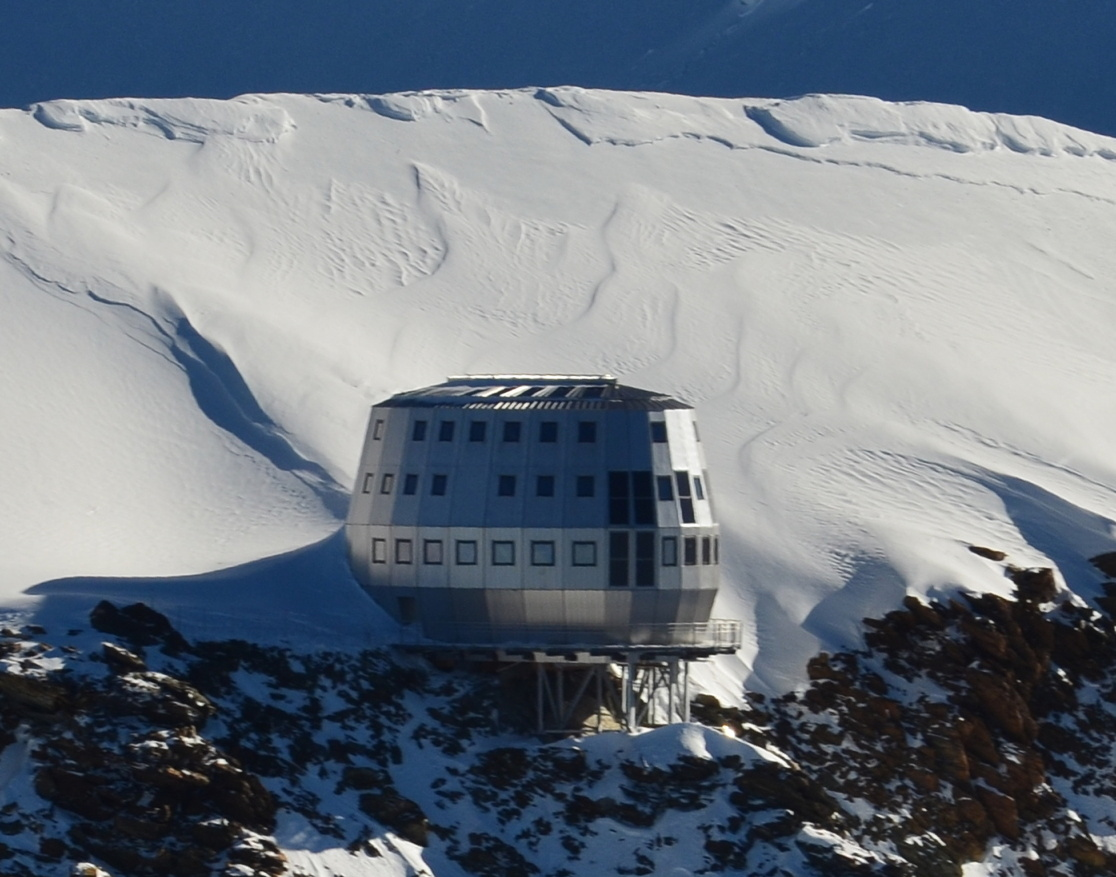
Vue aérienne du nouveau refuge, avec l'aiguille du Goûter en arrière-plan.

Le refuge du Goûter est parfois présenté comme le plus haut refuge d'Europe de l'Ouest. Il est toutefois moins élevé que la cabane Reine-Marguerite, refuge gardé du Club alpin italien, à 4 554 m d'altitude sur la pointe Gnifetti au mont Rose, et plus haut bâtiment d'Europe. En France, il est également plus bas que le refuge Vallot, un abri de secours situé à 4 362 m d'altitude, entre le dôme du Goûter et la Grande Bosse, qui n'a pas pour vocation d'accueillir du public. D'autres refuges non gardés des Alpes sont plus élevés que celui du Goûter : le bivouac Felice Giordano à 4 167 mètres d'altitude sur le Balmenhorn au mont Rose, en Italie, le refuge Solvay à 4 003 mètres d'altitude sur le versant suisse du Cervin, le bivouac Città di Gallarate à 3 960 mètres d'altitude sur le Jägerhorn au mont Rose, le Mischabeljochbiwak à 3 847 mètres d'altitude dans le massif des Mischabels, ou encore le bivouac Eccles à 3 852 mètres d'altitude sur le versant valdôtain du massif du Mont-Blanc. En outre, sur l'Elbrouz, point culminant de l'Europe situé sur le versant russe du Caucase, se trouve le refuge Diesel, à 4 157 mètres d'altitude.

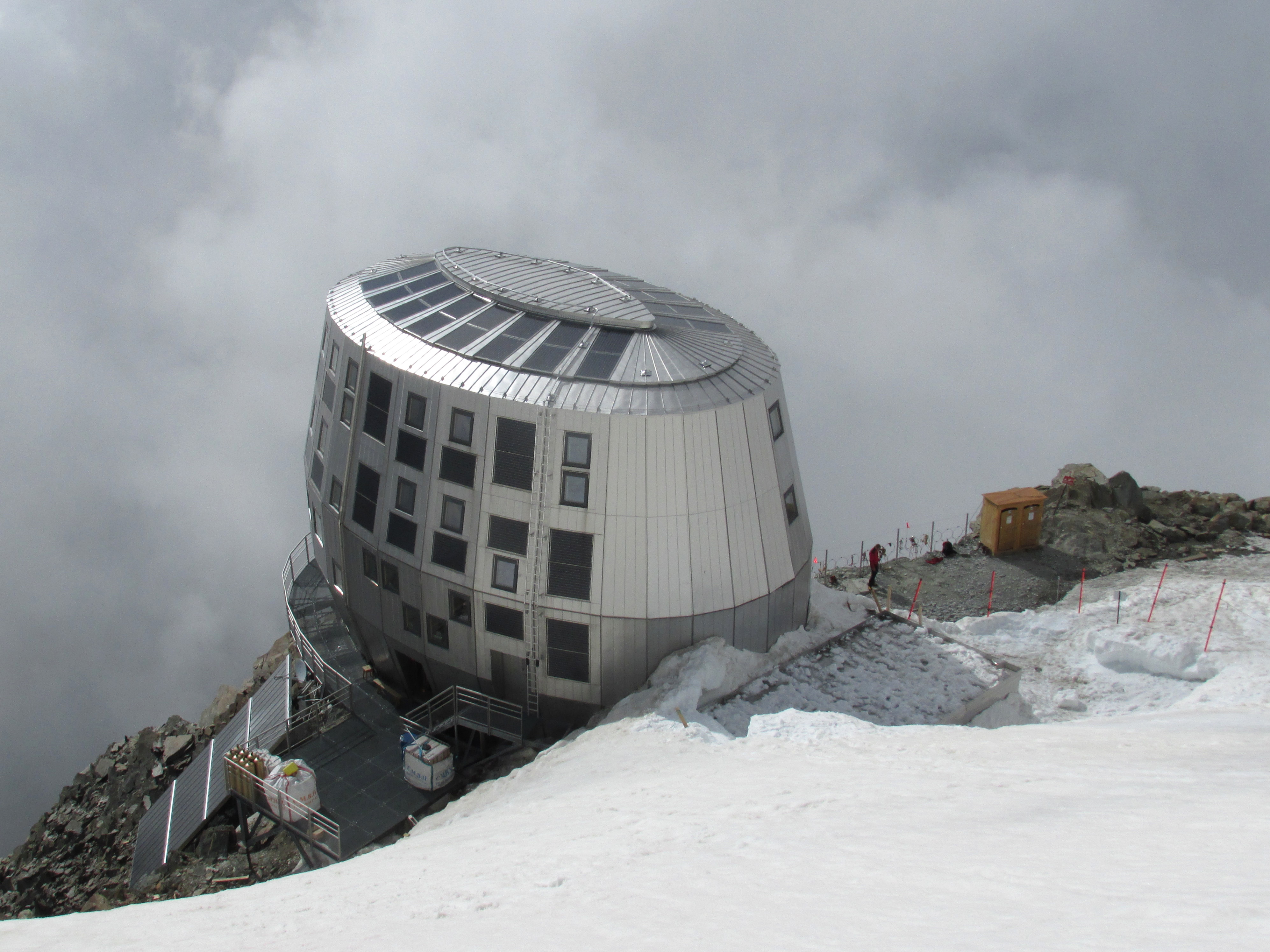
Vue du refuge depuis l'arête neigeuse avec le fondoir à neige à l'arrière du bâtiment.

Le nouveau refuge du Goûter est construit sur quatre niveaux, pour une surface de plancher de 720 m2 et une capacité d'accueil de 120 places,. Le niveau 0 comprend l'entrée, les vestiaires, la réserve et la machinerie ; le niveau 1 est réservé aux espaces de vie en commun, notamment la salle à manger et les cuisines ; le niveau 2 abrite les appartements des gardiens, une partie des dortoirs et l'infirmerie ; le niveau 3 accueille le restant des dortoirs. Le bâtiment se veut à la pointe de la technologie en matière architecturale et énergétiquement autonome,, respectant la démarche haute qualité environnementale. Sa construction a coûté 7,5 millions d'euros,, financés à 51 % par la Fédération française des clubs alpins et de montagne (FFCAM) et à 49 % par des collectivités publiques et mécènes. Lors du congrès 2016 de la FFCAM, des participants critiquent ce coût qui est justifié par sa conception comme prototype pour d'autres refuges. Il est de forme ovoïde,, optimale face aux vents et à la poussée exercée par la neige, avec une hauteur de treize mètres. Sa base est en sapin de Douglas. Sa structure interne est en sapin blanc issu de la filière bois locale, trié par ultrason et scellé à la résine, ; elle est légère, avantage renforcé par l'utilisation de caissons creux pour les dalles, et insensible aux phénomènes de dilatation thermique en longueur,. Quant au mobilier, il est en épicéa et assure une grande qualité de confort. Le bâtiment possède un revêtement extérieur en acier inoxydable,. Il dispose de 55 fenêtres scellées en triple vitrage à lames de gaz en argon et krypton pour l'isolation thermique,. Afin de libérer une place suffisante à l'arrière du bâtiment pour y placer un fondoir à neige avec huit réservoirs de 3 000 litres, un tiers des fondations est suspendu au-dessus de 700 mètres de vide et ancré sur pilotis par 69 pieux métalliques et des plots en béton dans la roche,. Celle-ci, localement plus résistante à l'érosion, a été débarrassée de sa couche superficielle altérée par gélifraction et aplanie sur vingt mètres par dix mètres. La chaleur dégagée par les alpinistes occupant le refuge chaque soir est susceptible de faire monter la température intérieure à 35 °C pour une température extérieure à −20 °C. L'air est renouvelé par une ventilation double flux qui permet de chauffer l'air neuf par l'air vicié au moyen d'un échangeur de chaleur. Le surplus de chaleur est en partie utilisé pour faire fondre la neige grâce à un système de circulation d'eau. Il est complété par 50 m2 de capteurs solaires thermiques situés dans la pente sous le refuge, dont l'énergie peut être stockée sous forme d'eau chaude glycolée dans un ballon tampon de 2 000 litres pour la production d'eau chaude sanitaire. L'assainissement des eaux usées, dont la production est pensée pour être limitée, se fait par filtration et stérilisation avant qu'elles soient rejetées dans l'environnement,. L'électricité est produite par 95 m2 de capteurs solaires photovoltaïques placés sur le toit et en façade et chargeant des batteries. Une centrale de cogénération est prévue pour fonctionner en appoint en cas de mauvais temps avec de l'huile de colza ou du fioul,. Ce dernier et le gaz naturel pour la cuisson sont censés être les seules concessions faites en matière d'énergies fossiles dans le refuge,. Toutefois, peu après son ouverture, des critiques ont été émises concernant des acheminements d'eau par hélicoptère qui ont été nécessaires à cause de problèmes de réglage du fondoir, la saturation des toilettes, l'utilisation massive de fioul pour éviter les coupures d'électricité ou les pannes du système de régulation de la chaleur. Ces dysfonctionnements ont été aggravés par le comportement de certains alpinistes,.
Le refuge principal est gardé de début juin à fin septembre. Pour pouvoir y séjourner, une réservation avec versement d'acompte est obligatoire par internet. Contrairement à l'ancien refuge, les personnes n'ayant pas réservé ne sont pas admises dans la salle commune,,,. Victime de son succès, le refuge souffre d'une surfréquentation et donc d'un manque de places. Chaque année, environ 8 500 personnes y séjournent pendant le pic de fréquentation de trois mois au cours de la période estivale. En 2014, la fréquentation a été de 7 992 nuitées, ce qui en fait le refuge le plus fréquenté parmi ceux gérés par la Fédération française des clubs alpins et de montagne. Pendant la période où le refuge n'est pas gardé, le refuge d'hiver, d'une capacité de vingt places, reste libre d'accès.

## Accès

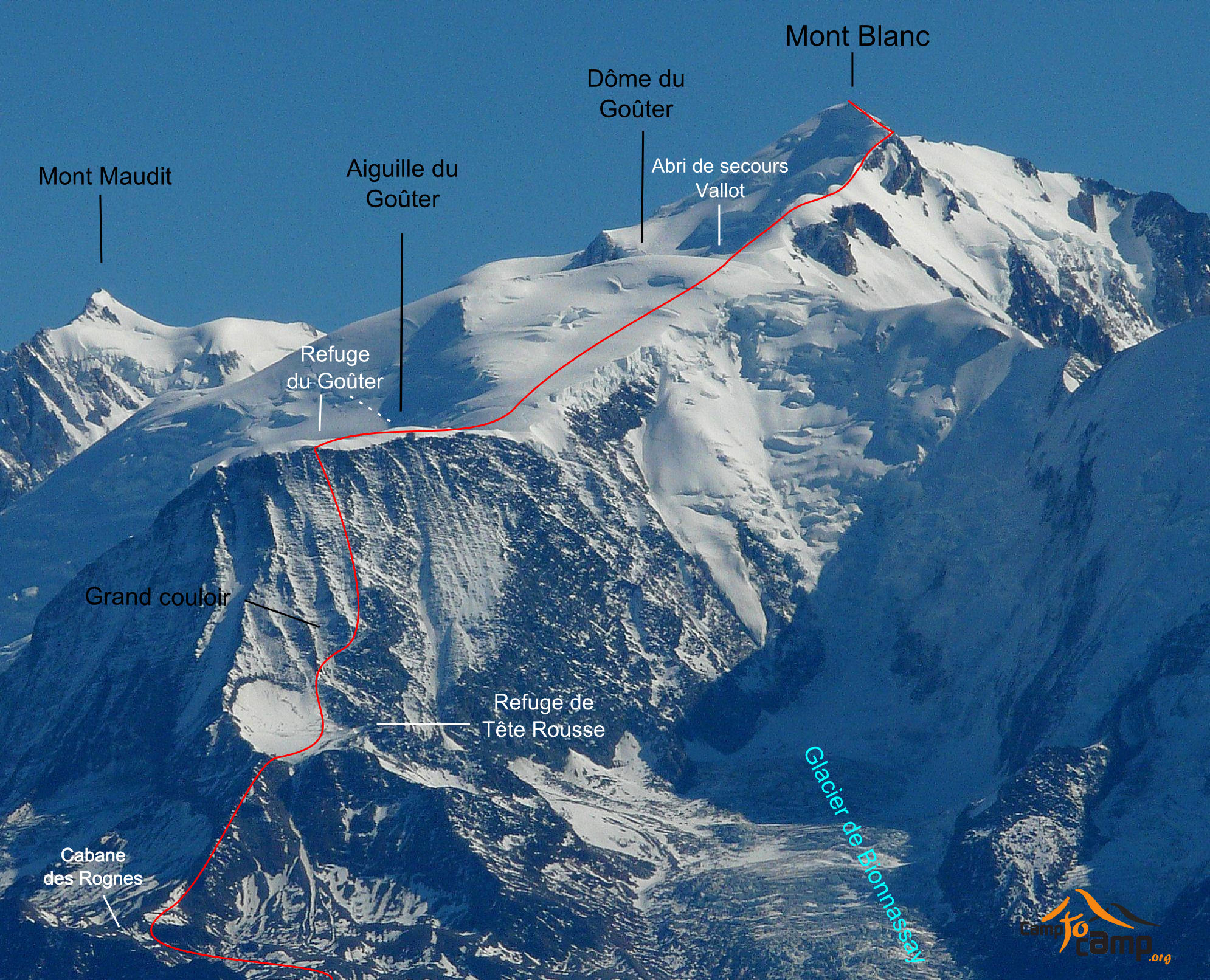
Vue aérienne de l'itinéraire d'accès au refuge puis au mont Blanc par la voie normale.

Pour se rendre au refuge du Goûter, il est possible de partir de la gare du Nid-d'Aigle, terminus du tramway du Mont-Blanc (TMB) à 2 372 m d'altitude, en été. Il faut ensuite emprunter le sentier menant aux abords du refuge de Tête-Rousse (3 167 m). Au-dessus de ce dernier, il faut traverser la partie amont du glacier de Tête-Rousse puis le Grand Couloir et entamer la remontée de celui-ci vers l'est par son éperon en rive gauche, dans les rochers équipés de câbles,,. Ce passage, parfois qualifié de « couloir de la mort » en raison de sa dangerosité,, est soumis à de fréquentes chutes de pierres,,, principalement durant les journées d'été, et de nombreuses glissades parfois mortelles y sont à déplorer, avec 74 décès recensés entre 1990 et 2011, avec une moitié environ d'accidents dans la traversée de cent mètres du couloir. Durant l'été 2015, le refuge a été fermé par arrêté préfectoral pour dissuader les alpinistes d'emprunter cet itinéraire. Une fois parvenu sur l'arête neigeuse en amont du couloir, au niveau de l'ancien refuge, il reste à suivre celle-ci vers le sud en direction de l'aiguille du Goûter sous laquelle se situe le refuge. Le temps estimé entre le Nid d'Aigle et le refuge est d'environ cinq heures de marche pour un dénivelé d'environ 1 400 mètres,,.

## Ascensions
Le refuge du Goûter est principalement utilisé pour réaliser l'ascension du mont Blanc par sa voie normale. La montée au sommet depuis le refuge nécessite cinq heures de marche, autant pour redescendre à la gare du Nid-d'Aigle. Dans l'hypothèse d'un enchaînement vers le mont Blanc, il peut être utilisé comme étape après la traversée entre l'aiguille de Bionnassay et le dôme du Goûter avec une nuit au refuge Durier.

## Distinctions
- 2013 : prix Iconic Award, catégorie : architecture publique[35].
- 2014 : prix Union nationale des industries françaises de l'ameublement pour le bâtiment perché à plus de 3 800 mètres[36].
- 2015 : Green Building Solutions Awards, lauréat « Coup de cœur des internautes »[37].

## Dans la culture
Le refuge est mentionné dans les deux premiers ouvrages de la trilogie de Roger Frison-Roche. Dans Premier de cordée, Joseph Ravanat et sa cordée y séjournent une nuit et partent avant l'aube pour atteindre le mont Blanc le 1er septembre 1925. Dans La Grande Crevasse, le guide de haute montagne Zian et Brigitte, une bourgeoise parisienne dont il tombe amoureux, passent une nuit au refuge Durier puis une nuit au refuge du Goûter au cours de leur périple dans le massif.